# البندري بنت عبد العزيز آل سعود
البندري بنت عبد العزيز آل سعود (1928- 8 مارس 2008) الإبنة العاشرة للملك عبد العزيز بن عبد الرحمن آل سعود مؤسس المملكة العربية السعودية وأمها الأميرة الجوهرة بنت سعد السديري لها من الأشقاء والشقيقات: الأمير سعد بن عبد العزيز آل سعود والأمير مساعد بن عبد العزيز آل سعود والأمير عبد المحسن بن عبد العزيز آل سعود. وشقيقة واحدة هي الأميرة حصة بنت عبد العزيز آل سعود. تزوجت من ابن عمها الأمير بندر بن محمد بن عبد الرحمن آل سعود.

## حياتها
توفيت والدتها وعمرها 9 سنوات وعرف عن الأميرة البندري على امتداد حياتها بالورع والتقوى والصلاح والقوة في الحق والصلابة في مواجهة المحن والمصائب إذ عايشت وفاة أبنائها الأمراء سعود وفهد ومحمد ومتعب واثنتين من بناتها هما الأميرة جهير والأميرة موضي كما عايشت وفاة ثلاثة من أحفادها هم الأمير فهد بن سلمان بن سعود بن عبد العزيز آل سعود والأمير خالد بن محمد بن فهد بن محمد بن عبد الرحمن آل سعود وشقيقته الأميرة هيفاء.
وكانت الفاجعة الأولى للأميرة البندري وفاة ابنها البكر الأمير الشاعر سعود بن بندر بن محمد بن عبد الرحمن آل سعود حيث حزنت عليه حزنا شديدا حيث كان مقرباً لها. ولها عدد من القصائد فيه ومنها:
| البندري بنت عبد العزيز آل سعود | - لين اجتمعتوا لدت العين لسعود - قامت تلفت وين قرة نظرها - وين الكريم اللي سلك سكة الجود - كم واحد نفسه كسيرة جبرها - أضحك وأنا قلبي من الحزن ملهود - وأغضى وأذل العين تنتثر دررها | البندري بنت عبد العزيز آل سعود |

## أبناؤها
- فهدة بنت بندر بن محمد بن عبد الرحمن آل سعود.
- جهير بنت بندر بن محمد بن عبد الرحمن آل سعود، ماجستير في الأدب الإنجليزي. عملت في مستشفى الملك خالد الجامعي- العلاقات العامة. (متوفية) عن عمر يناهز 62 عاما في عام 2005
- سعود بن بندر بن محمد بن عبد الرحمن آل سعود. (متوفى)
- موضي بنت بندر بن محمد بن عبد الرحمن آل سعود.(متوفيه)
- فهد بن بندر بن محمد بن عبد الرحمن آل سعود. (متوفى)
- محمد بن بندر بن محمد بن عبد الرحمن آل سعود. (متوفى)
- متعب بن بندر بن محمد بن عبد الرحمن آل سعود. (متوفى) وله من الأبناء الأميرة البندري بنت متعب والأمير عبد العزيز بن متعب
- تركي بن بندر بن محمد بن عبد الرحمن آل سعود.
- مي بنت بندر بن محمد بن عبد الرحمن آل سعود. (متوفيه)
- نوره بنت بندر بن محمد بن عبد الرحمن آل سعود.
- وقد توفي لها أيضا من أحفادها الأميرة هيفاء بنت محمد بن فهد والأمير فهد بن سلمان بن سعود والأمير خالد بن محمد بن فهد في حادث.

## وفاتها
توفيت الأميرة البندري بنت عبد العزيز آل سعود يوم السبت 30 صفر 1429 هـ الموافق 8 مارس 2008 وصلي على جثمانها بعد صلاة مغرب يوم الأحد 1 ربيع الأول 1429 هـ الموافق 9 مارس 2008 في جامع الإمام تركي بن عبد الله في الرياض.
أدى الصلاة خادم الحرمين الشريفين الملك عبد الله بن عبد العزيز آل سعود والأمير بندر بن عبد العزيز آل سعود والأمير سلطان بن عبد العزيز آل سعود والأمير محمد بن عبد الله بن جلوي آل سعود والأمير فهد بن محمد بن عبد العزيز آل سعود والأمير بندر بن محمد بن عبد الرحمن آل سعود والأمير متعب بن عبد العزيز آل سعود وزير الشؤون البلدية والقروية والإسكان والأمير عبد الرحمن بن عبد الله بن عبد الرحمن آل سعود والأمير بدر بن عبد العزيز آل سعود والأمير نايف بن عبد العزيز آل سعود والأمير سلمان بن عبد العزيز آل سعود والأمير عبد الإله بن عبد العزيز آل سعود والأمير سطام بن عبد العزيز آل سعود والأمير مقرن بن عبد العزيز آل سعود وعدد من الأمراء.
كما أدى الصلاة التي أمّها مفتي عام المملكة الشيخ عبد العزيز بن عبد الله آل الشيخ إبنها الأمير تركي بن بندر بن محمد بن عبد الرحمن آل سعود والعلماء والمشايخ والوزراء وكبار المسؤولين وجمع من المواطنين.
وكان الديوان الملكي السعودي قد نعى الأميرة البندري بنت عبد العزيز آل سعود، التي غيّبها الموت صباح السبت 30 صفر 1429 هـ الموافق 8 مارس 2008 في مستشفى الملك فيصل التخصصي ومركز الأبحاث، عن عمر يناهز الثمانين عاماً إثر مرض عانت منه. وقوبل العزاء للرجال والنساء في منزل الأمير بندر بن محمد بن عبد الرحمن آل سعود.